# Луки (Корюківський район)
Луки́ (до 17 лютого 2016 року — Червоні Луки) — село в Україні, у Менській міській громаді Корюківського району Чернігівської області. Населення становить 41 особу. До 2016 орган місцевого самоврядування — Лісківська сільська рада.

## Географія
Селом протікає річка Стара Десна. На лівому березі річки знаходиться Максаківський монастир.

## Історія
Колишній хутір Максаківський.
Не раніше 1943 року і до  2016 року село носило назву Червоні Луки.
12 червня 2020 року, відповідно до розпорядження Кабінету Міністрів України № 730-р «Про визначення адміністративних центрів та затвердження територій територіальних громад Чернігівської області», увійшло до складу Менської міської громади.
19 липня 2020 року, в результаті адміністративно-територіальної реформи та ліквідації Менського району, село увійшло до складу Корюківського району.